# Rakitnița, Stara Zagora
Rakitnița (în bulgară Ракитница) este un sat în comuna Stara Zagora, regiunea Stara Zagora,  Bulgaria. 

## Demografie
Componența etnică a satului Rakitnița
     Bulgari (94,64%)
     Nicio identificare (5,35%)
     Altele (0%)
La recensământul din 2011, populația satului Rakitnița era de 467 locuitori. Din punct de vedere etnic, majoritatea locuitorilor (94,64%) erau bulgari. Pentru 5,35% din locuitori nu este cunoscută apartenența etnică.